# Kamose
Kamose( variante Kamosis sau Kamesu) a fost ultimul faraon al dinastiei a XVII-a tebane din Egiptul antic ( cca. 1554 - 1549 î.Hr. ).
Este fiul faraonului Taa al II-lea Sekenenra și este frate bun cu Ahmose I, primul faraon al Dinastiei a XVIII-a. 
Faraon al Egiptului de Sus, a încercat în timpul scurtei sale domnii să izgonească hicsoșii din Egiptul de Jos (invadatori  de origine probabil asiatică, aceștia reușiseră să controleze Delta Nilului și să aibă propria linie regală), pentru a reunifica statul egiptean.
Datele despre domnia sa sunt fragmentare și incerte. Anecdotic, se pare că nu a ținut cont de sfatul consilierilor săi mai în vârstă de a păstra pacea (de aproape o sută de ani) cu invadatorii din Egiptul de Jos, afirmând că nu suportă să stea între un asiatic și un negru (nubienii erau închiși la piele).
A reușit se pare să dea o luptă decisivă cu hicsoșii, ajungând să asedieze capitala acestora din Deltă, orașul Avaris. Meritele au revenit, însă, fratelui său mai mic, Ahmose I, deoarece Kamose dispare brusc , posibil ucis în timpul luptelor.
Mumia acestui faraon s-a dezintegrat în momentul examinării sale științifice ( Auguste Mariette, 1857), datorită deteriorărilor suferite în timp (profanări urmate de restaurări improprii).

## Bordul

### Relațiile de familie
Gradul de relație dintre Kamos și predecesorul său, Sekenenroy și succesorul său, Ahmes I, nu este pe deplin înțeles. De mult timp, se presupunea că Kamos era fiul lui Sekenenra și, prin urmare, fratele mai mare al lui Ahmose, dar deoarece majoritatea copiilor lui Sechenenra sunt prezenți în nume ca element integrat al lui Ahmos și deoarece Camos nu este inclus printre numeroșii copii ai lui Sechenra, această ipoteză nu este fiabilă.
Auto-politica lui Kamosa, arata clar că el era deja un adult când a venit la putere. Ahmes I, pe de altă parte, era încă un copil când a devenit faraon. În consecință, diferența de vârstă dintre Kamos și Yahmos este destul de mare, ceea ce provoacă dificultăți în introducerea lui Kamos ca fiu al lui Sekenenra.
Cu toate acestea, ar fi puțin probabil ca cineva care nu era membru dominant al familiei lui Faraon să interpună între secvența naturală dintre părintele Sekhenenra și fiul Ahmos I.